# Вооружённые силы национального освобождения кхмерского народа
Вооружённые си́лы национа́льного освобожде́ния кхме́рского наро́да (кхмер. កងទ័ពជាតិរំដោះប្រជាពលរដ្ឋខ្មែរ; англ. Khmer People's National Liberation Armed Forces, KPNLAF) — камбоджийское повстанческое движение, военное крыло антикоммунистического Национального фронта освобождения кхмерского народа. В 1980-х вели вооружённую борьбу против вьетнамских оккупационных войск и правительственных сил НРК. Демобилизованы после политического урегулирования.

## Контекст и создание
7 января 1979 года вьетнамские войска вступили в Пномпень. Правительство Красных кхмеров пало. Был установлен режим НРК во главе с Хенг Самрином, ориентированный на СРВ и СССР. «Красные кхмеры» отступили в труднодоступные районы и повели партизанскую войну.
Камбоджийская антикоммунистическая политэмиграция враждебно относилась к «Красным кхмерам», но не приняла и режим Хенг Самрина, не говоря о вьетнамской оккупации. Уже в феврале в Таиланд прибыл из Парижа бригадный генерал Дьен Дель — видный военачальник Кхмерской Республики, командующий обороной Пномпеня в боях гражданской войны весной 1975.
5 марта 1979 года было объявлено о создании Вооружённых сил национального освобождения кхмерского народа (KPNLAF) под командованием Дьен Деля. Набор бойцов проводился в лагерях беженцев на таиландско-кампучийской границе. Предпочтение отдавалось людям, имеющим военный опыт — солдатам и офицерам бывшей армии Лон Нола, партизанам Кхмер Серей. Поступали сообщения о примыкании к отрядам KPNLAF криминальных группировок контрабандистов и дорожных грабителей.
К середине 1979 отряды KPNLAF насчитывали 1,6 тысячи человек. Первое вооружение поступило от КНР.
9 октября 1979 года был учреждён Национальный фронт освобождения кхмерского народа (KPNLF) главе с Сон Санном. KPNLF стоял на позициях жёсткого антикоммунизма и выступал под лозунгами демократии западного типа. KPNLAF стали военным крылом Фронта.

Так появилось прозападное крыло камбоджийского сопротивления. Продолжающее традиции Сон Нгок Тханя и Кхмерской Республики.

## Базирование, командование, вооружение
Первые год-полтора KPNLAF занимались в основном обустройством и охраной беженских лагерей, которые контролировал KPNLF. Но уже в январе 1981 года Дьен Дель организовал военно-тренировочный центр в беженском лагере Ампил в труднодоступном пограничном районе. К середине 1981 формирования KPNLAF насчитывали уже до 7 тысяч вооружённых бойцов, способных время от времени совершать рейды на территорию НРК.
В 1981 командование KPNLAF принял бывший министр обороны Камбоджи генерал-майор Сак Сутсакан. Бригадный генерал Дьен Дель занял должность начальника штаба. Его заместителем являлся республиканский активист чамского происхождения Абдул Гаффар Пеанг-Мет, курировавший также политическую подготовку (Пеанг-Мет был пресс-секретарём KPNLF).
Административный штаб оставался в Ампиле, оперативный штаб расположился в лагере беженцев Нон Чан (таиландская провинция Сакэу). Базировались отряды в приграничных районах Таиланда либо в труднодоступных местностях на западе и северо-западе НРК. Подразделения KPNLAF организовывались в батальоны, полки и бригады по девяти оперативным зонам. Главнокомандование осуществлял Сак Сутсакан, оперативное управление — штаб Дьен Деля.
Основным вооружением KPNLAF были автоматы АК-47 и Тип 56, поставленные из Китая. Имелось в наличии некоторое количество американских винтовок М16, американские гранатомёты М79 и советские РПГ-2, китайские миномёты и — единственный вид артиллерии — 82-мм безоткатное орудие Б-10 советского производства. Оружия постоянно не хватало, приходилось использовать охотничьи ружья и дробовики.
Бойцы KPNLAF не имели единой униформы и опознавательных знаков, но часто носили изображения своего политического лидера Сон Санна или символику Кхмерской Республики. Обмундирование обычно производилось в Таиланде.

## Положение в оппозиционной коалиции
22 июня 1982 года в Куала-Лумпуре было создано Коалиционное правительство Демократической Кампучии (CGDK). В него вошли ФУНСИНПЕК (сторонники принца Сианука), Партия Демократической Кампучии («Красные кхмеры» Пол Пота) и KPNLF Сон Санна. Вскоре после этого Сак Сутсакан встретился с Сон Сеном (командующий Национальной армией Демократической Кампучии — вооружённые силы «Красных кхмеров») и Нородом Ранаритом (командующий ANS — вооружённые силы ФУНСИНПЕК). Трое командующих договорились о координации военных действий против правительственных и вьетнамских сил.
Было создано Объединённое военное командование (JMC) некоммунистической части CGDK - республиканцев и сианукистов. Главнокомандующим стал Сак Сутсакан (KPNLAF), заместителем – Теап Бен (ANS), начальником генштаба – Тоан Чай (ANS), его заместителем – Абдул Гаффар Пеанг-Мет (KPNLAF).
В начале 1984 года, по словам Сон Санна, отряды KPNLAF насчитывали 12 тысяч вооружённых бойцов и 8 тысяч находились в резерве из-за нехватки оружия. В оппозиционной коалиции KPNLAF значительно превосходили вооружённые силы сиануковцев, но столь же значительно уступали полпотовцам.

Сторонников Сианука едва наберётся 5 тысяч партизан. KPNLF имеет 12—15 тысяч. Красные кхмеры — более 30 тысяч опытных бойцов и, благодаря китайской щедрости, снабжены современным оружием. Такое соотношение сил не сулит ничего хорошего в послереволюционной борьбе за власть.

Тед Карпентер, эксперт Института Катона, июнь 1986

## Боевые действия
Боевая тактика KPNLAF основывалась на рейдах мобильных групп от 6 до 12 бойцов. Эти группы вступали в боестолкновения с небольшими подразделениями противника, после чего быстро отступали. Активно велась минная война — установка ПМН, М14, М16 АРМ, M2. С 1983 британские инструкторы Особой воздушной службы подготовили 250 коммандос, из которых был сформирован разведывательно-диверсионный батальон, действовавший в тылу правительственных и вьетнамских войск.
В 1984—1985 массированное наступление вьетнамского экспедиционного корпуса нанесло большие потери KPNLAF. Были оставлены штабные лагеря и ряд укреплённых районов. В конце 1985 группа командиров — Сак Сутсакан, Дьен Дель, Абдул Гаффар Пеанг-Мет, Хинг Кантон — предъявили претензии Сон Санну. Его обвинили в авторитарном стиле руководства, отказе атаковать вьетнамцев в координации с сиануковцами и некомпетентном вмешательстве в военные вопросы. Однако Сон Санн применил жёсткие дисциплинарные меры и справился с ситуацией.
С 1986 года KPNLF и KPNLAF стали получать финансовую помощь от администрации США в соответствии с Доктриной Рейгана. По мере вывода вьетнамских войск в 1989—1990 формирования KPNLAF пытались развить наступательные действия, прежде всего в северо-западной пограничной провинции Баттамбанг. Были нанесены активные удары, достигнуто некоторое продвижение, однако существенно расширить контролируемую территорию не удалось.

В 1988 году я предлагал генералу Сак Сутсакану план атаки на красных кхмеров. Потому что был уверен в скором урегулировании и считал нужным показать силу KPNLAF.

Гаффар Пеанг-Мет

## Урегулирование и демобилизация
В 1989 году, после переговоров Михаила Горбачёва с Дэн Сяопином в Пекине, начался вывод из вьетнамских войск из Кампучии. Несмотря на продолжающиеся бои, вскоре завязались переговоры о политическом урегулировании. В октябре 1991 года было подписано мирное соглашение между правительством НРК и Национальным правительством Камбоджи (переименованное CGDK). Были достигнуты договорённости о проведении всеобщих выборов, восстановлении Королевства Камбоджа и возвращении на трон Нородома Сианука.
В соответствии с мирным соглашением, в начале 1992 года началась демобилизация KPNLAF под контролем миротворческого контингента ООН.
В Королевстве Камбоджа, после выборов 1993 года, генерал Дьен Дель занимал пост генерального инспектора вооружённых сил. Перешёл в партию ФУНСИНПЕК короля Сианука, был влиятельным депутатом Национальной ассамблеи. Генерал Сак Сутсакан основал Либерально-демократическую партию.
5 марта 2014 года в провинции Кандаль у мемориальной ступы Сон Санна отмечалось 35-летие создания KPNLAF и KPNLF.
Традицию антикоммунистической вооружённой борьбы KPNLAF в определённой степени продолжила повстанческая организация Бойцы за свободу Камбоджи во главе с Ясит Чхуном и Ричардом Кири Кимом, совершившая попытку государственного переворота 24 ноября 2000 года.